# Arroto
Arroto (nome vulgar para eructação), frequentemente acompanhada de som característico, ocorre quando gases do estômago são expelidos através da boca. É causada, em geral, pela liberação do ar engolido ou de dióxido de carbono produzido no estômago.
Embora a maior parte do ar deglutido, quando nos alimentamos ou engolimos saliva, seja absorvida pelo organismo, uma pequena quantidade desses gases precisa ser eliminada.
A eructação não costuma representar problema médico, mas merece atenção quando adquire caráter persistente. 
Em diferentes culturas e épocas, arrotar durante e ao final de refeições públicas pode ser sinal de boa ou má educação.
No Império Romano, arrotar depois das refeições era considerado sinal de boa educação e indicava que o comensal avaliou que a refeição estava boa e de que a pessoa que comia se sentia satisfeita.

## Em animais
Muitos outros mamíferos, como bovinos, cães e ovelhas também arrotam. No caso dos ruminantes, o gás expelido é realmente metano produzido como um subproduto do processo digestivo do animal. Organismos anaeróbicos, tais como Escherichia coli (E. coli) e arqueas metanogênicas produzem este efeito. Para uma vaca, pensa-se que a média de emissão de metano ronda os 542 litros (se localizado em uma granja) e 600 litros (se em um campo), por dia através de arrotos e expiração, fazendo com que o gado cultivado comercialmente seja um dos principais contribuintes para o efeito estufa. 95% deste gás é emitido através do arroto. Isso levou os cientistas da Comunidade Científica e Industrial Research Organisation de Perth, na Austrália, para desenvolver uma vacina anti-metano para minimizar o metano em arrotos do gado. 
Um dos motivos que levam as vacas domesticadas a arrotar tanto, é porque os alimentos com que são muitas vezes alimentadas com que seu sistema digestivo não evoluíram ao processo, como milho e soja. Alguns pecuaristas têm reduzido arrotos em suas vacas, alimentando-os de alfafa e semente de linhaça, que estão mais próximas das gramíneas que haviam comido no estado selvagem, antes de serem domesticadas. 
Em alguns animais, a falta de arrotar com sucesso pode ser fatal. Isto é particularmente comum entre os ruminantes domésticos. A condição, conhecida como bloat é basicamente uma pressão elevada acumulação de gases gástricos e requer tratamento veterinário imediato, geralmente com a inserção de uma mangueira de borracha flexível para o esôfago ou, em casos extremos, a punção do lado do animal com um bisturi para expulsar a construir acima de gás. 
Alguns peixes também são conhecidos para eliminar o ar de suas guelras, aqui o arroto é produzido pelo gás que está sendo expulso da bexiga de gás.